# Tomáš Enge

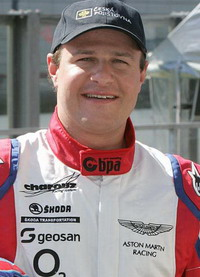
Enge in 2008

Tomáš Enge (Liberec, 11 september 1976) is een voormalig autocoureur uit Tsjechië.
Enge werd geboren in Liberec. Hij debuteerde in de Formule 1 in de Grand Prix van Italië op 16 september 2001 voor het team Prost Grand Prix als vervanger van Luciano Burti die in de Grand Prix Formule 1 van België een enorme crash had gemaakt. In totaal reed Enge drie Grand Prix', waarin hij geen enkele keer punten haalde.
Enge was daarentegen wél succesvol in andere raceklasses, onder meer Formule 3000, FIA GT en A1GP. Zijn titel in de Formule 3000 van 2002 werd hem ontnomen nadat hij positief was bevonden op het gebruik van marihuana.
In 2012 is hij verbannen uit de autosport na een positieve dopingtest.